# Regione del Porto (Malta)
La Regione del Porto (in inglese: Port Region, in maltese: Reġjun tal-Port) è una delle sei regioni di Malta. La regione occupa la parte orientale dell'isola principale di Malta, e comprende l'area del Porto Grande. Confina con le regioni Orientale e Meridionale.
È stata istituita dall'Act no.XIV del 2019, che ha portato ad una riforma delle suddivisioni nel 2021, su parte della precedente regione Sudorientale.

## Suddivisione

### Distretti
La regione del Porto comprende gran parte del distretto del porto meridionale.

### Consigli locali
La regione è formata da 11 consigli locali:
- Vittoriosa
- Cospicua
- Fgura
- Floriana
- Calcara
- Paola
- Senglea
- Tarxien
- La Valletta
- Xgħajra
- Zabbar